# Carthage, North Carolina
Carthage är administrativ huvudort i Moore County i North Carolina. Orten grundades officiellt år 1776. År 1806 ändrades ortnamnet till Fagansville och år 1818 tillbaka till Carthage.